# Anthus hoeschi
El bisbita montano (Anthus hoeschi) es una especie de ave paseriforme de la familia Motacillidae propia del sur de África.

## Distribución y hábitat
Se encuentra en Lesoto, Sudáfrica, y posiblemente en Botsuana, República Democrática del Congo, Namibia, y Zambia.
Su hábitat natural son los pastizales subtropicales de elevada altitud.